# (9680) Molina
Pour les articles homonymes, voir Molina.
(9680) Molina est un astéroïde de la ceinture principale.

## Description
(9680) Molina est un astéroïde de la ceinture principale. Il fut découvert le 22 octobre 1960 à l'Observatoire Palomar par Cornelis Johannes van Houten, Ingrid van Houten-Groeneveld et Tom Gehrels. Il présente une orbite caractérisée par un demi-grand axe de 2,27 UA, une excentricité de 0,11 et une inclinaison de 4,7° par rapport à l'écliptique.

## Compléments